# Stelis cavernula
Stelis cavernula är en orkidéart som beskrevs av Carlyle August Luer och Stig Dalström. Stelis cavernula ingår i släktet Stelis och familjen orkidéer. Inga underarter finns listade i Catalogue of Life.